# Вещь
Вещь, предме́т — многозначный термин, входящий в базовые понятия многих направлений науки и широко используемый в обыденной жизни. Понимание вещи как части материального мира может рассматриваться как основа системы мировоззрения и познания.

## Вещь как концепция
Теория вещи объединяет теорию мышления, мистицизм, психоанализ, экономическую теорию и теорию ценности. Аналитический поворот, связанный с изучением вещи как объекта произошел в XX веке. «Большинство теорий, сформировавшихся в преддверии Новейшего времени, не просто обозначили предметность как основной сюжет, а выбрали объект основой аналитической схемы». К работам, рассматривающим теоретические аспекты вещи относят концепции Карла Маркса, теорию Дара Марселя Мосса, семиотику Ролана Барта, а также теорию знака Фердинанда де Соссюра, который рассматривал возможность отражения вещи в языке.
В теории вещи обозначают несколько базовых аспектов. Вещь представляют в понятиях целого. Она постулируется как единая, завершенная в своих качествах система. Одновременно с этим вещь рассматривают как часть, фрагмент, отрывок. Вещь свидетельствует о предметности мира. Одновременно она является элементом системы знаков. Вещь является основой языкового индекса. Проблематику вещи связывают с концепцией бытия и времени. Концепция вещи связывает сознание с идеей вечности. «Возможность существования вещи — это возможность существования концепта жизни».
Утрата функционального смысла и смысловая составляющая затрудняют  участие вещи в системе обмена. «Сбой процесса обмена делает предмет магическим инструментом, лишает ее рационального эквивалента, превращает в ритуальный и символический инструмент».

## Вещь вфилософии
Вещь — одна из основных онтологических категорий, отдельный объект материального мира, обладающий относительной независимостью, объективностью и устойчивостью существования. В общем понимании вещь характеризует количественную характеристику материи. Определённость вещи задаётся её структурными, функциональными, качественными и количественными характеристиками. Наиболее общим выражением собственных характеристик вещи являются её свойства, а место и роль данной вещи в определённой системе выражаются через её отношения с другими вещами.
Подлинная сущность всякого бытия, безотносительная к познающему субъекту и к условиям его познания, называется вещью, вещью в себе или о себе (нем. Ding an sich, по Канту). В этом своём значении понятие вещи противополагается, с одной стороны, тому, что не имеет действительного бытия, а только мнимое или воображаемое, а с другой стороны — тому, что хотя и существует, но лишь в другом или при другом, как его свойство, атрибут и т. п.
В этом смысле и духовное существо, человек, определяется как вещь, как вещь мыслящая (по Декарту — лат. res cogitans, фр. chose pensante). В более тесном смысле вещами называются только предметы бездушные и страдательные в противоположность существам одушевлённым и деятельным.
Наконец, в третьем, специальном значении понятие вещи противополагается понятию свободного лица, и к вещам причисляются предметы хотя бы и одушевлённые, но не имеющие нравственной свободы по существу (каковы животные) или же только лишённые юридической самостоятельности (каковы рабы или невольники); здесь под вещью разумеется всё, что может быть чьей-нибудь собственностью.
Философский смысл слова вещь сводится к одному из двух понятий: или к понятию метафизической субстанции, или к понятию физического тела. А так как между этими двумя понятиями есть существенная разница — ибо физическое тело есть только явление, а не субстанция, — то общий термин вещь, относимый одинаково и к той и к другой категории бытия (и к сущностям, и к явлениям), теряет всякий определённый смысл и совпадает с неопределённым местоимением что-то, что-нибудь.

## Вещь в юриспруденции
Вещь — в праве предмет внешнего (материального) мира, находящийся в естественном состоянии в природе или созданный трудом человека; основной объект имущественного правоотношения.
Вещи делятся на следующие категории:
- движимые и недвижимые;
- определяемые родовыми признаками и индивидуально-определенные вещи;
- делимые и неделимые;
- потребляемые и непотребляемые.

К недвижимым вещам (недвижимое имущество, недвижимость) относятся земельные участки, участки недр и всё, что прочно связано с землёй, то есть объекты, перемещение которых без несоразмерного ущерба их назначению невозможно, в том числе здания, сооружения, объекты незавершённого строительства. К недвижимым вещам относятся также подлежащие государственной регистрации воздушные и морские суда, суда внутреннего плавания, космические объекты. Законом к недвижимым вещам может быть отнесено и иное имущество. Вещи, не относящиеся к недвижимости, включая деньги и ценные бумаги, признаются движимым имуществом. Регистрация прав на движимые вещи не требуется, кроме случаев, указанных в законе.
Индивидуально-определённая вещь — вещь, отличающаяся присущими лишь ей свойствами и характеристиками, которые позволяют выделить её из общей массы других однородных вещей. Вещь, определяемая родовыми признаками — вещь, не являющаяся единственной в своём роде, схожая с другими вещами общими родовыми признаками.
Неделимая вещь — вещь, раздел которой в натуре невозможен без изменения её назначения. Делимая вещь — вещь, раздел которой возможен без изменения её назначения.
Потребляемая вещь — вещь, которая при однократном акте использования уничтожается или существенно изменяется (напр., переработка сырья). Непотребляемые вещи при использовании изнашиваются, но не теряют существенные первоначальные свойства в течение значительного времени (машины, жилые строения, мебель и т. д.).
Различаются также главная вещь и её принадлежность. Вещь, предназначенная для обслуживания другой, главной, вещи и связанная с ней общим назначением (принадлежность), следует судьбе главной вещи, если договором не предусмотрено иное.
Вещи делятся на оборотоспособные, изъятые из оборота, ограниченные в обороте.

## Вещь в изображении
Отдельная проблема – представление вещи в изображении. В рисунке, живописи и фотографии вещь теряет свой материальный статус. Некоторые изобразительные форматы, например, фотография,  зависимы от вещи. В силу особенностей техники фотография не может избегать объектов. «Смысл не только в том, что фотография невозможна без объекта. Фотография обладает очевидной возможностью превращения окружающего мира в вещь или набор вещей». 
В изображении вещью становится то, что в реальной действительности противостоит предметной среде: бестелесное, беспредметное, бесформенное. Осязаемость пустого пространства иногда называют одной из характеристик фотографического изображения.  «Для фотографии видимость является критерием предметного и одновременно маркером принадлежности системе вещей».

## Вещь в быту
Вещи в быту — предметы бытового назначения (как правило длительного пользования). К ним относится:
- мебель
- декоративное оформление интерьера (шторы, ковры, картины, вазы, статуэтки и т. п.)
- светильники
- бытовая техника (включая инструменты)
- головные уборы, обувь, одежда и бельё
- постельные принадлежности
- кухонная утварь, посуда и столовые принадлежности
- предметы личной гигиены, уборочный инвентарь
- предметы галантереи и украшения, сумки (чемоданы)
- печатные издания, спортинвентарь, предметы хобби, игрушки

## Вещь в культуре
В разговорном языке сложилось немало устойчивых сочетаний со словом вещь, и это нашло отражение во многих произведениях культуры.
- С вещами на выход — выражение тюремного сленга, означающее, как правило, изменение дальнейшего места заключения, используется как расхожий штамп.
- Вот это вещь! — выражение удивления или заинтересованности.